# Iwanowka (Udmurtien)
Iwanowka (russisch Ивановка) ist eine Derewnja (Dorf) in der russischen Republik Udmurtien. Der Ort gehört zur Landgemeinde Porosowskoje selskoje posselenije im Scharkanski rajon. Der Ort hat 82 Einwohner (Stand 2010). 

## Geographie
Iwanowka befindet sich neun Kilometer südöstlich vom Rajonzentrum Scharkan. Der Gemeindesitz Porosowo liegt fünf Kilometer nördlich. Die nächste Bahnstation ist Wotkinsk an der Strecke in die Hauptstadt Ischewsk 23 Kilometer südlich.